# NGC 3398
NGC 3398 (również IC 644, PGC 32564 lub UGC 5954) – galaktyka spiralna (Sa), znajdująca się w gwiazdozbiorze Wielkiej Niedźwiedzicy. Odkrył ją William Herschel 17 kwietnia 1789 roku.